# Erzengelskathedrale (Moskau)

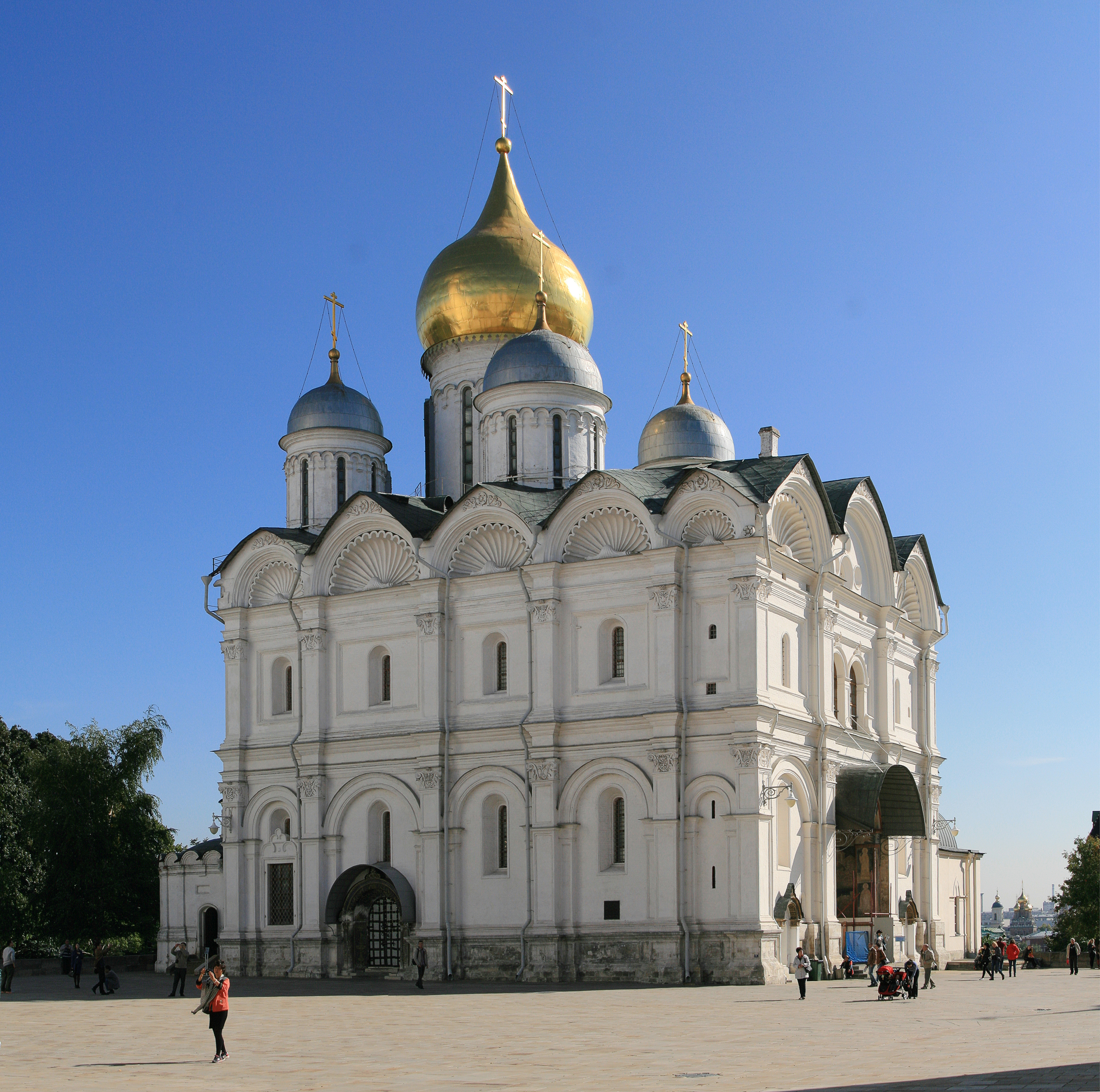
Erzengelskathedrale im Moskauer Kreml

Die Erzengelskathedrale (russisch Архангельский собор) ist eine orthodoxe Kathedrale im Kreml in der russischen Hauptstadt Moskau. Sie wurde 1508 vollendet und ist dem Hl. Erzengel Michael geweiht.

## Überblick
Die Erzengelskathedrale wurde in den Jahren 1505–1508 erbaut und prägt neben den beiden benachbarten Kathedralen – der Entschlafens- und der Verkündigungskathedrale – das architektonische Bild des Mittelpunkts der Festung, des Kathedralenplatzes. Bekannt ist sie unter anderem dadurch, dass in ihr fast alle russischen Zaren vor Peter dem Großen begraben liegen. Die Kathedrale schließt, zusammen mit der Verkündigungskathedrale, das Ensemble des Kathedralenplatzes von der Südseite her. Aufgrund ihrer Lage nahe den Kremlgärten am Abhang zum Ufer der Moskwa ist sie nicht nur vom Kathedralenplatz aus, sondern auch von außerhalb des Kremls aus südlicher Richtung gut sichtbar. Betrachtet man beispielsweise den Kreml vom gegenüberliegenden Ufer der Moskwa aus, ist die Kathedrale zwischen dem Großen Kremlpalast und dem Glockenturm Iwan der Große zu sehen. Unmittelbar rechts an der Erzengel-Michael-Kathedrale vorbei verläuft die Borowizki-Straße, die innerhalb des Kremls zum Durchfahrtstor im gleichnamigen Borowizki-Turm führt.

## Geschichte

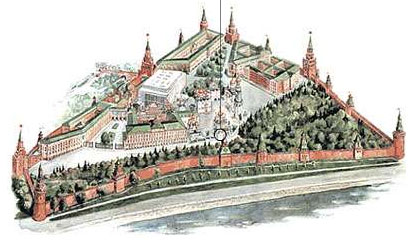
Lage im Kreml

Der vermutlich erste Vorgängerbau der heutigen Kathedrale war eine Holzkirche, die an dieser Stelle etwa um 1250 entstand. Sie wurde dem Erzengel Michael geweiht, den russische Fürsten traditionell als ihren Schutzpatron in Kriegen verehrten. Über die genaue Gestalt der Kirche wurde nichts überliefert. Bekannt ist lediglich, dass sie bis zum Jahr 1333 abgetragen wurde, um sie durch einen der ersten steinernen Sakralbauten des Kremls zu ersetzen. Nach weniger als einem Jahr Bauzeit ließ der damalige Moskauer Großfürst Iwan Kalita 1333 die neu errichtete, ebenfalls relativ kleine Kirche erneut dem Erzengel Michael weihen. Iwan ließ sich später auch als erster russischer Monarch in dieser Kirche bestatten. Da seitdem alle Moskauer Großfürsten hier beigesetzt wurden, wurde gegen Anfang des 16. Jahrhunderts der Begräbnisplatz in der Kirche knapp. Dies veranlasste den Großfürst Iwan III., der zu jener Zeit bereits einen großen Ausbau des Kremls eingeleitet hatte, zu einem Neubau der Erzengel-Michael-Kirche als Kathedrale.
Genau wie dies bei der zwei Jahrzehnte zuvor errichteten Mariä-Entschlafens-Kathedrale der Fall war, lud Iwan auch für den Bau der Erzengel-Michael-Kathedrale einen Architekten aus Italien nach Moskau ein. Es handelte sich dabei um einen Mailänder namens Aloisio Lamberti da Montagnana, der in Moskau für gewöhnlich Alewis Nowy, wörtlich also „Alois der Neue“, genannt wurde. Die Grundsteinlegung für die neue Kathedrale erfolgte am 21. Mai 1505. Aus der zuvor abgetragenen alten Kirche wurden die Überreste der dort bis dahin bestatteten Großfürsten vorläufig in die benachbarte Johannes-Klimakos-Kirche (die wenig später dem heutigen Glockenturm Iwan dem Großen wich) übertragen. Als Iwan III. noch im Herbst 1505 verstarb, wurde er bereits in der neuen Kathedrale beigesetzt, deren Basis zu dieser Zeit vermutlich schon fertig war. Baulich fertiggestellt wurde die Kathedrale im Jahr 1508, die Weihe durch Metropolit Simon fand am 8. November 1509 statt.

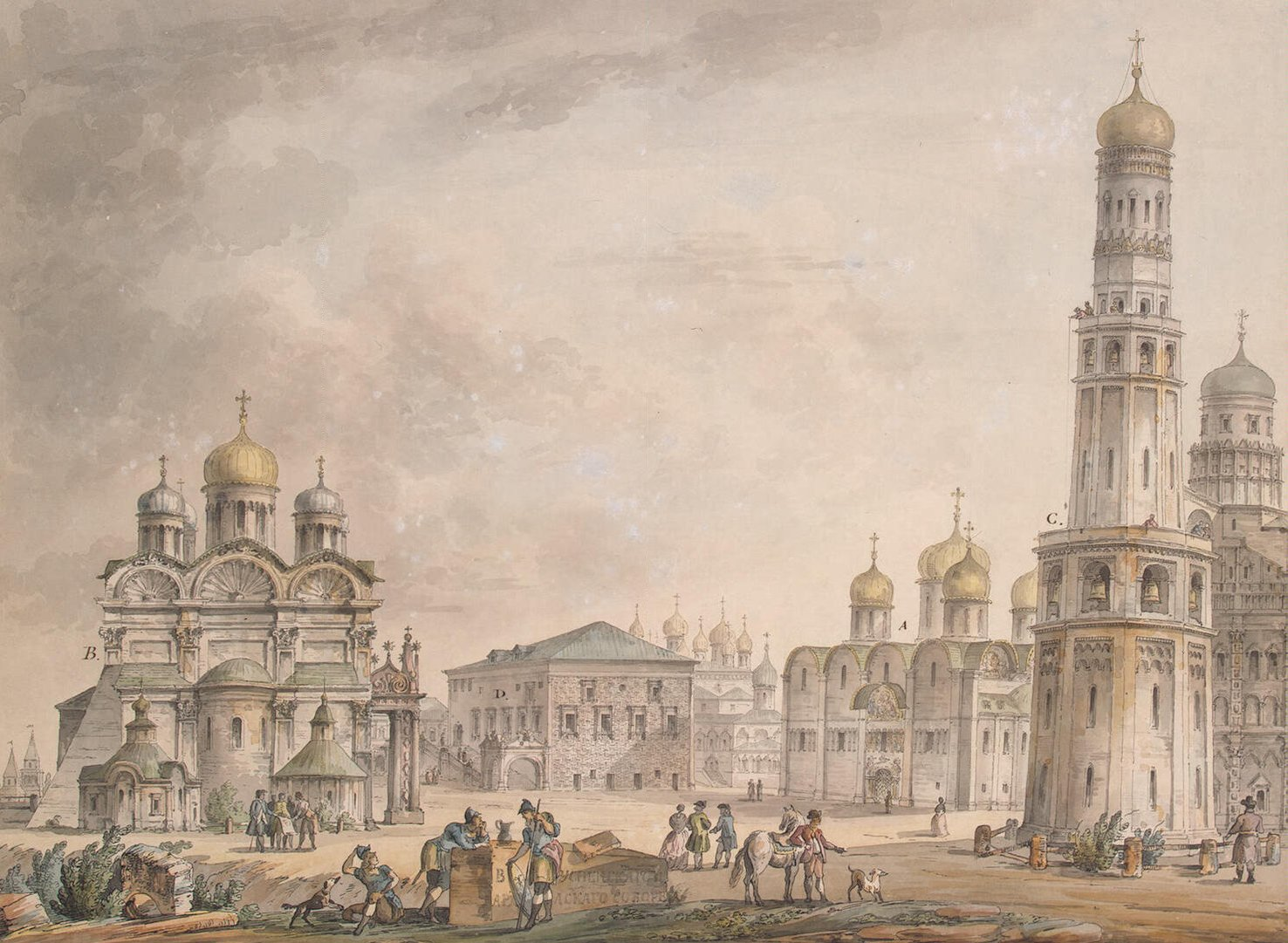
Der Kathedralenplatz des Kremls (links die Erzengel-Michael-Kathedrale) im Jahr 1797. Eine Zeichnung von Giacomo Quarenghi

Bei der Errichtung der Kathedrale ließ sich Alewis Nowy vielfach von der Renaissance-Architektur seines Heimatlandes inspirieren, was an architektonischen Details des Gotteshauses bis heute zu erkennen ist. Ursprünglich verfügte der Bau über eine Außengalerie hinter einer Arkadenreihe, was ihm für Moskauer Verhältnisse eine nahezu exotische Gestalt verlieh. Bei einem der späteren Umbauten der Kirche verschwand dieses Detail jedoch. Besonders große Umbauten an der Erzengel-Michael-Kathedrale gab es in der zweiten Hälfte des 16. Jahrhunderts, als an sie seitlich zwei kleine Kirchengebäude (heute entwidmet) sowie die sogenannte Gerichtskammer an der Südfassade angebaut wurden. In den 1560er-Jahren wurden außerdem die Innenwände der Kathedrale erstmals mit Fresken bemalt.
Während eines der folgenschwersten Großbrände im Moskauer Kreml im Jahre 1737 wurde die Kathedrale stark beschädigt und danach nunmehr ohne die ursprünglichen Seitengalerien wiederaufgebaut. Schließlich musste das Gotteshaus in den 1770er-Jahren einer umfassenden Restaurierung unterzogen werden, nachdem in seiner Nähe – dort wo heute der Komplex des Großen Kremlpalastes steht – eine neue Zarenresidenz riesiger Ausmaße geplant und für sie ein Fundament ausgegraben wurde. Aufgrund einer unzureichenden Festigkeit des Baugrunds in diesem Bereich führte diese Baumaßnahme zu einer leichten Neigung des Kathedralengebäudes in Richtung der Moskwa. Damit die Kirche nicht den Abhang hinunter abrutschte, musste an deren südlicher Fassade eine spezielle Stützkonstruktion angebaut werden, die bis heute zu sehen ist. Diese und noch eine Reihe anderer Probleme bei der Planung des neuen Zarenpalastes führten kurz darauf zum Stopp dieses Vorhabens.

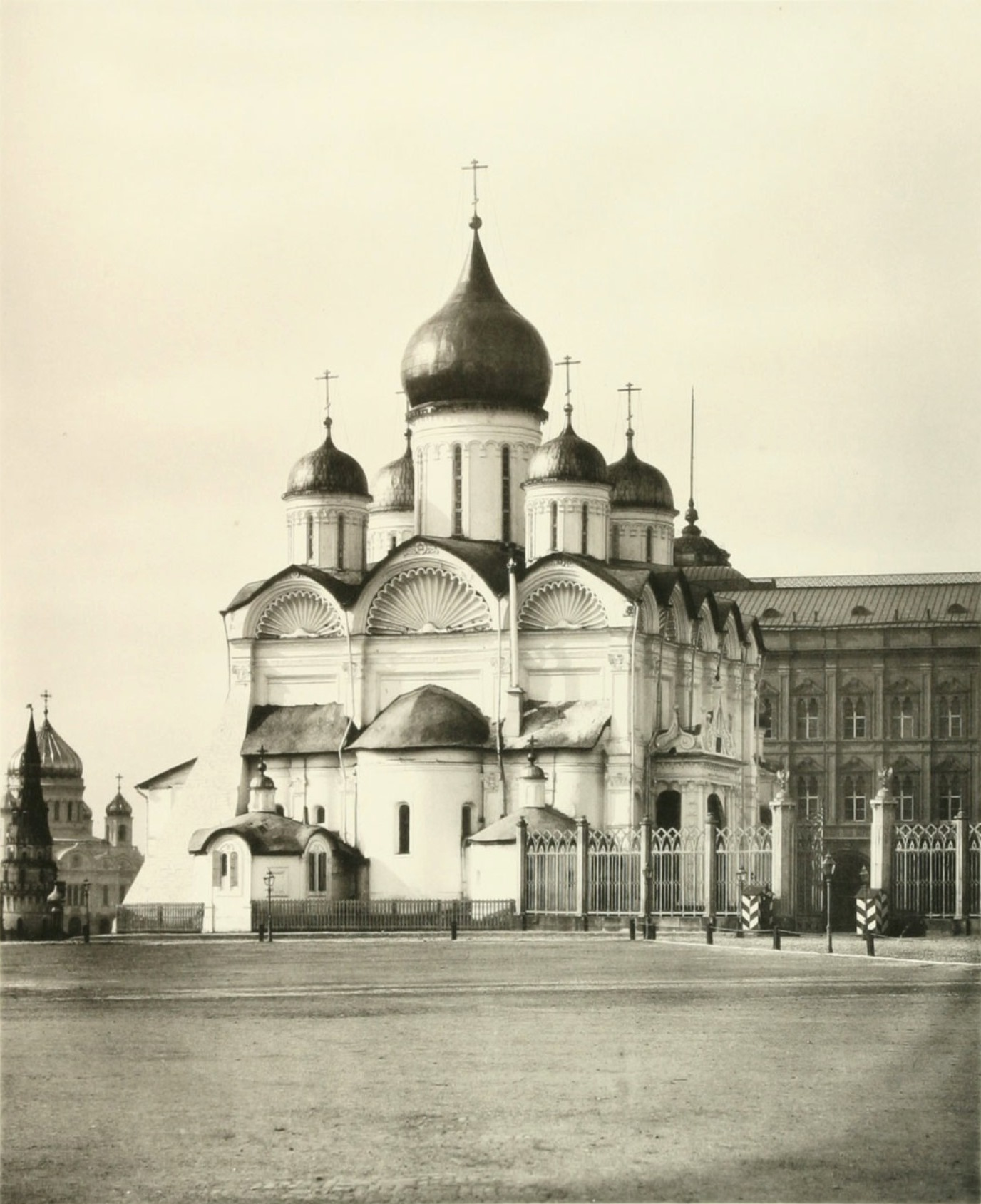
Die Kathedrale in den 1880er-Jahren

Als Begräbnisstätte der Moskauer Großfürsten und später, nach Vereinigung aller russischer Fürstentümer zum Zarentum Russland, der russischen Zaren diente die Erzengel-Michael-Kathedrale bis ins 18. Jahrhundert hinein, als Zar Peter der Große das Russische Kaiserreich ausrief und die Hauptstadt des Reichs in das neu gegründete Sankt Petersburg verlegen ließ. Ab dann diente die dortige Peter-und-Paul-Kathedrale als Begräbnisplatz russischer Zaren; als letzter Herrscher wurde der in Moskau jung verstorbene Peter II. in der Erzengel-Michael-Kathedrale beigesetzt.
1918 wurde die Kathedrale zusammen mit allen anderen Kremlgotteshäusern von der neuen bolschewistischen Staatsmacht, die ihren Sitz von Petersburg in den Kreml verlegte, für Gläubige geschlossen. Ein Großteil der Kirchenschätze aus der Sakristei der Kathedrale wurde als Exponate in die Rüstkammer des Moskauer Kremls übertragen, wo die repräsentativsten von ihnen auch heute noch ausgestellt sind. Nach einer in den Jahren 1953–1955 durchgeführten Restaurierung öffnete die Kathedrale als Museum wieder ihre Türen. Mit dem Ende des Sowjetsystems wurde sie der russisch-orthodoxen Kirche wieder zurückgegeben; seitdem finden dort mehrmals im Jahr (darunter zur Radoniza, der russischen Toten-Gedenkfeier am neunten Tag nach dem Osterfest) Gottesdienste statt.

## Architektur

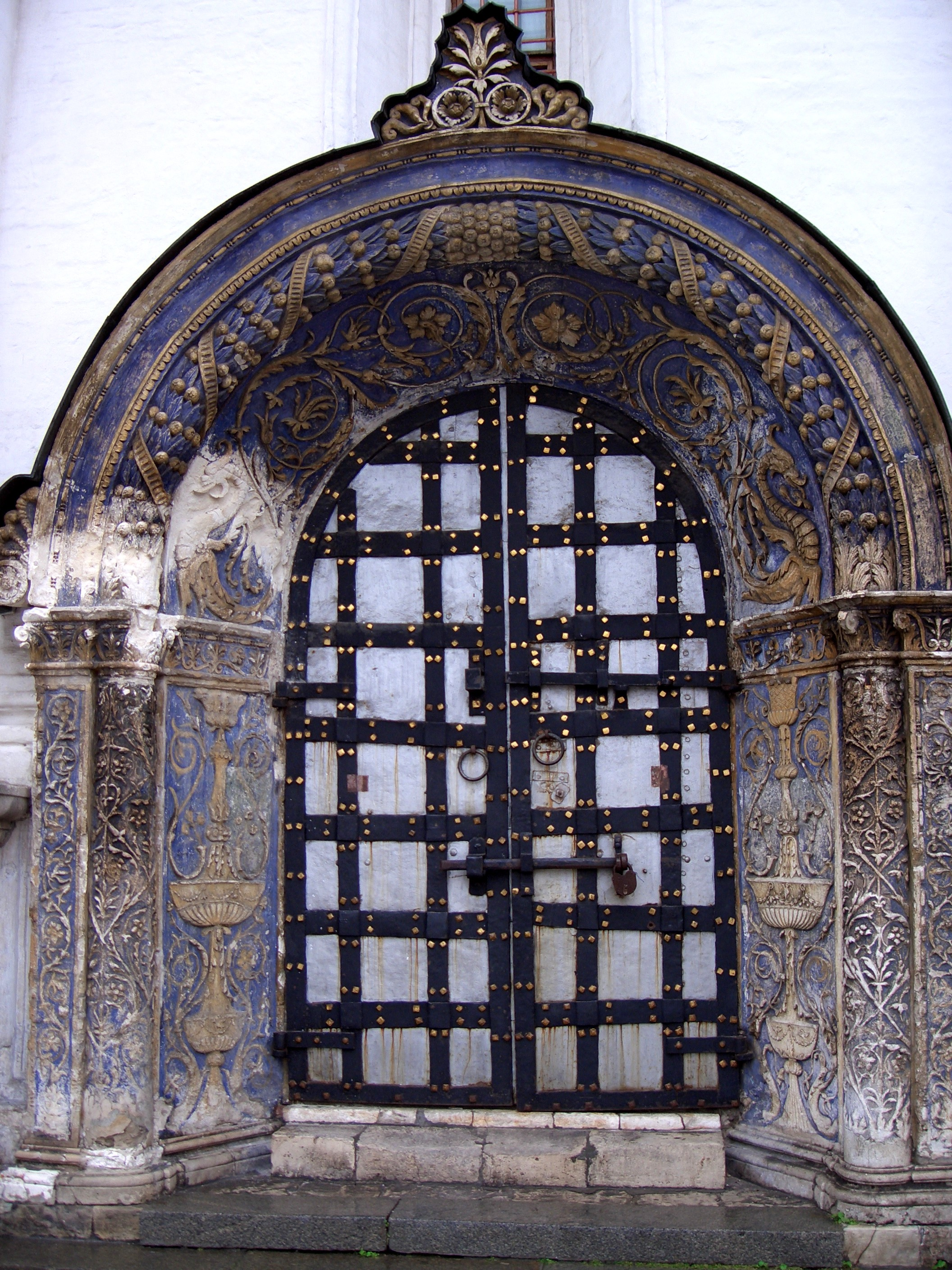
Eingangsportal an der Westfassade

Obwohl die Kathedrale im Zuge mehrerer Umbauten seit dem 16. Jahrhundert viel von ihrem ursprünglichen Aussehen verloren hat, sind bis heute charakteristische Stilelemente erkennbar, die diese Kathedrale – trotz ähnlicher Grundstruktur –  wesentlich von den beiden Nachbarkirchen unterscheidet. Die Grundmauern des Gotteshauses wurden aus Backstein errichtet, was der später mit weißem Kalkstein verkleideten Kathedrale ursprünglich eine dunkelrote Fassadenfarbe verlieh. Vom Aufbau her wurde die Erzengel-Michael-Kathedrale an die Mariä-Entschlafens-Kathedrale und damit an andere typisch russische Kathedralenbauten jener Zeit angelehnt, was sich insbesondere in der symmetrischen Anordnung der fünf Kirchtürme widerspiegelt. Der größere, zentrale Zwiebelturm symbolisiert dabei traditionell Jesus Christus, die vier kleineren Türme um ihn herum stehen für die vier Evangelisten.
Die für die damalige Zeit neuartigen, „europäischen“ Stilelemente gelten jedoch bei der Erzengel-Michael-Kathedrale als noch stärker ausgeprägt als dies bei der ebenfalls von einem Italiener erbauten Mariä-Entschlafens-Kathedrale der Fall ist: Neben der später verschwundenen Arkadengalerie im unteren Teil der Fassaden – an sie erinnern heute in Reihen angeordnete bogenförmige Nischen – sind es die charakteristischen halbkreisförmigen Nischen mit muschelförmig stilisierten Ornamenten, die die Fassade oben, unmittelbar unter den wiederum für den russischen Kirchenbau typischen Sakomary, abschließen. Durch das massive Gesims, das die Fassaden in ihrer Mitte in zwei Reihen schmaler Bogenfenster trennt, entsteht der Eindruck eines zweistöckigen Gebäudes, obwohl der Innenraum der Kathedrale bis zu den Kuppeln aus einem durchgehenden Stockwerk besteht. Als italienisch beeinflusst gelten auch die Eingangsportale der Kathedrale an der Nord- und Westfassade: Sie bestehen aus bogenförmigen Einfassungen aus weißem Kalkstein, die mit Farbe bestrichen und mit sehr schmucken Pflanzenornamenten dekoriert sind. Insgesamt stellt die Außengestaltung der Erzengel-Michael-Kathedrale vom Stil her eine ungewöhnliche Mischung aus traditioneller russischer Sakralbaukunst und einer insbesondere für venezianische Kirchenbauten typischen Renaissance-Spielart.
An die Ostfassade der Kathedrale sind seit dem späten 16. Jahrhundert zwei kleine Apsiden angebaut, die ehemals als Kirchen geweiht waren. Ebenfalls bis heute erhalten ist ein kleiner Anbau an der Südfassade: Hier befand sich im 16. und 17. Jahrhundert die sogenannte Gerichtskammer (Судная палата), in deren Kellerraum zahlungsunfähige leibeigene Bauern aus den Besitztümern der Kathedrale festgehalten wurden. 1826 wurde an ihrer Stelle der heutige Anbau errichtet, der dem Klerus im Winter als Aufenthaltsraum diente, da die Kathedrale noch bis Mitte des 19. Jahrhunderts nicht beheizt wurde.

## Interieur

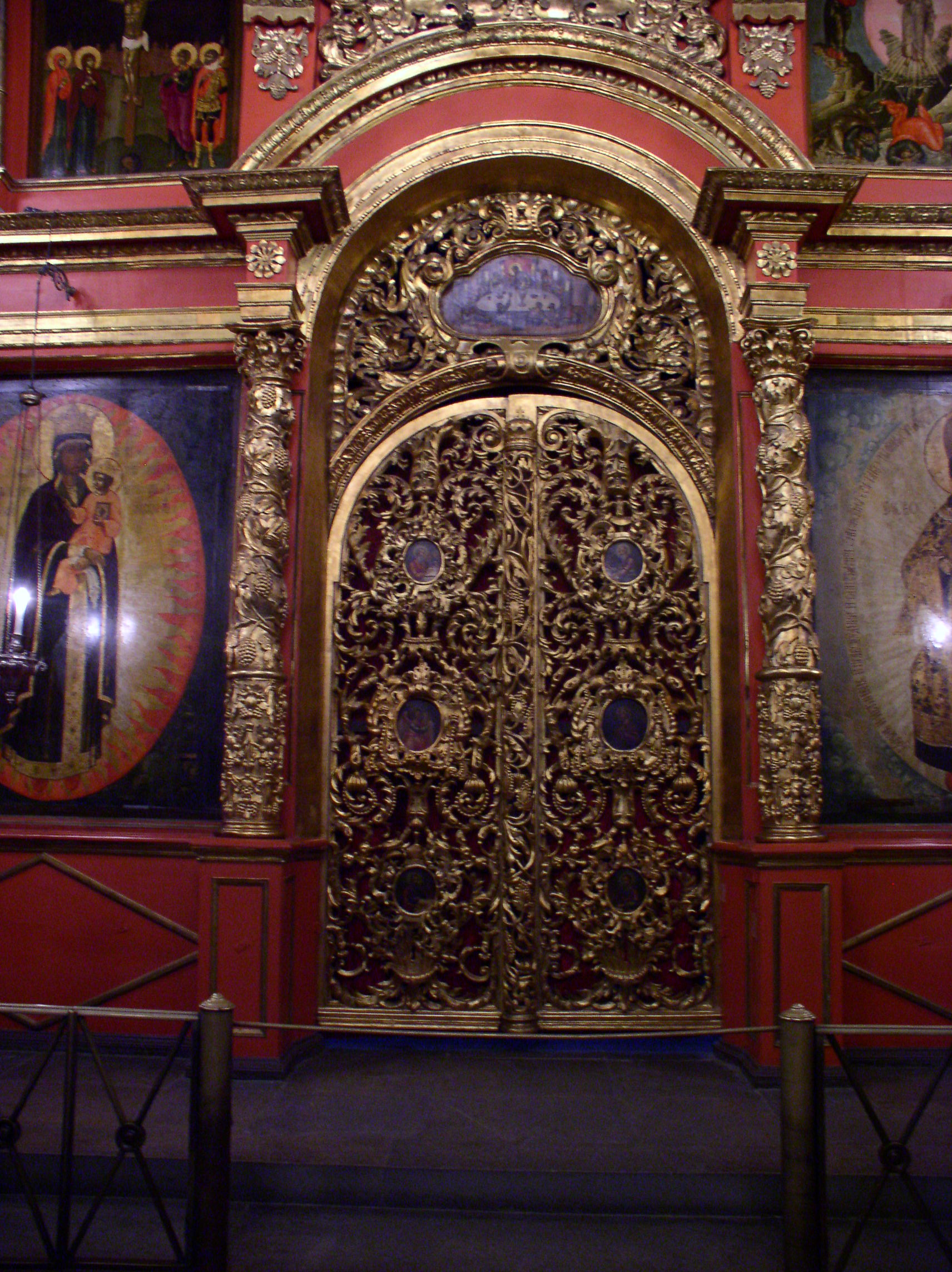
Königstor

Die Innenausstattung der Kathedrale wurde weitgehend in einer für russische Kirchen typischen Art aufgebaut: Das bis unter die zentrale Kuppel reichende Gewölbe des zentralen Altarraums wird von insgesamt sechs Säulen gestützt. Das spärliche, durch mehrere große Kronleuchter ergänzte Tageslicht gelangt durch schmale, in zwei Reihen übereinander angeordnete Fenster in den Raum.
Die Wände und Gewölbe des Altarraums sind, wie es auch für die anderen Kremlkirchen typisch ist, mit Fresken ausgemalt, von denen allerdings nur noch einzelne Fragmente aus dem 16. Jahrhundert stammen. Im Zeitraum von 1652 bis 1666 wurde die Kathedrale von einer großen Gruppe einheimischer Meister (darunter welche aus Städten wie Jaroslawl, Kostroma oder Weliki Nowgorod, aber auch Ikonenmaler der zarenhofeigenen Rüstkammer) neu bemalt. Den thematischen Schwerpunkt der Fresken stellen Abbildungen etlicher russischer Fürsten sowie Motive des Lebens und des Wirkens des namensgebenden Erzengels Michael dar. Ergänzt werden die Innenfresken durch Fassadenmalereien über dem westlichen Eingangsportal, die das Jüngste Gericht zum Thema haben.
Ein weiteres markantes Detail im Innenraum der Kathedrale ist ihre vierrängige, 13 Meter hohe hölzerne Ikonostase mit vergoldetem Schnitzwerk, die in den Jahren 1678–1681 entstand und Anfang des 19. Jahrhunderts teilweise erneuert wurde. Hier fällt vor allem das mit zahlreichen Ornamenten ausgeschmückte Zarentor (Царские врата) im unteren Rang auf. Die Ikonen stammen größtenteils aus dem 17. Jahrhundert und beinhalten ebenfalls Darstellungen des Erzengels Michael, aber auch der Gottesmutter, Johannes des Täufers und anderer besonders verehrter Heiligen. Mit einem Kruzifix wird die Ikonostase oben abgeschlossen.

### Begräbnisse

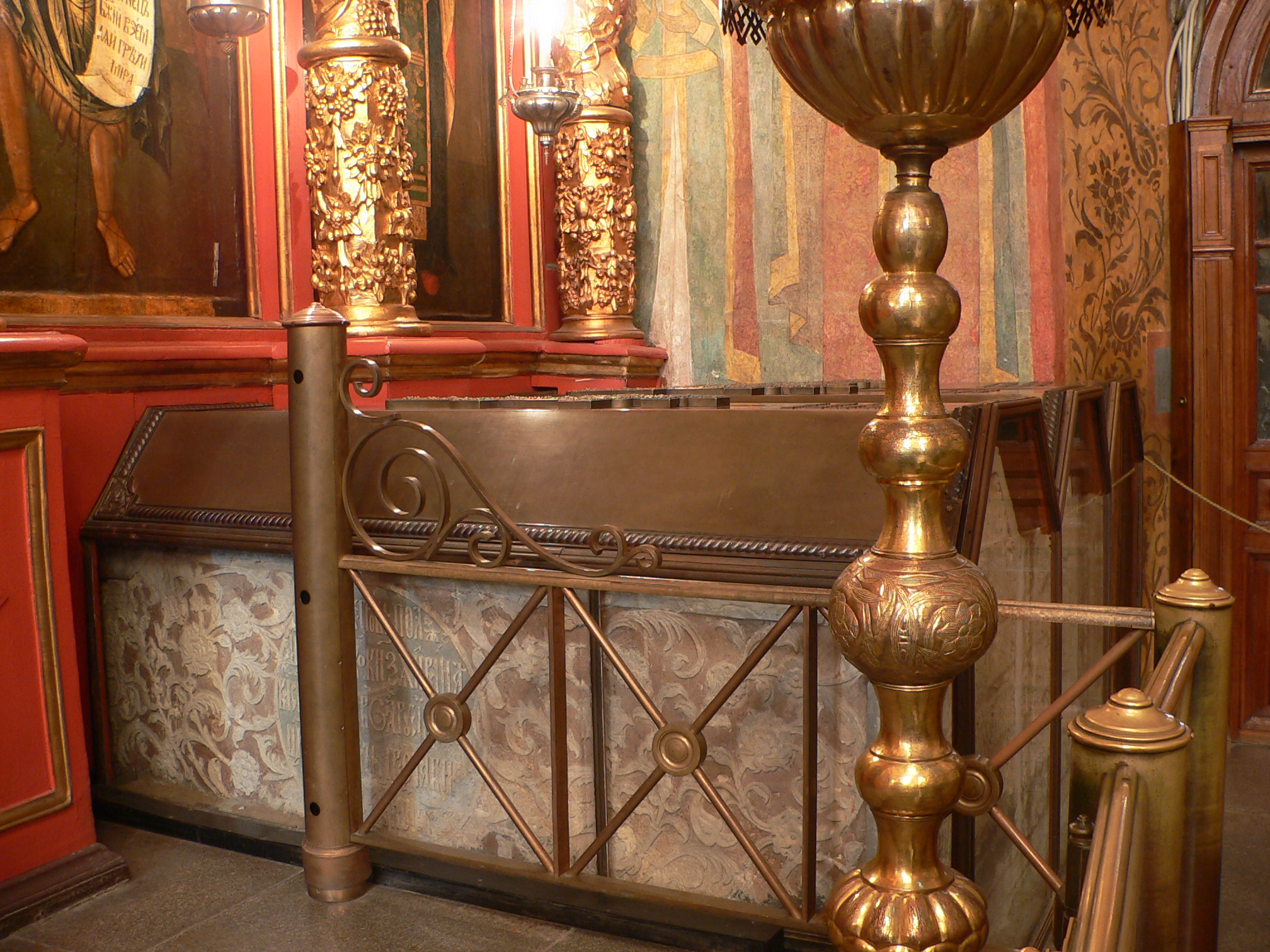
Zarengräber

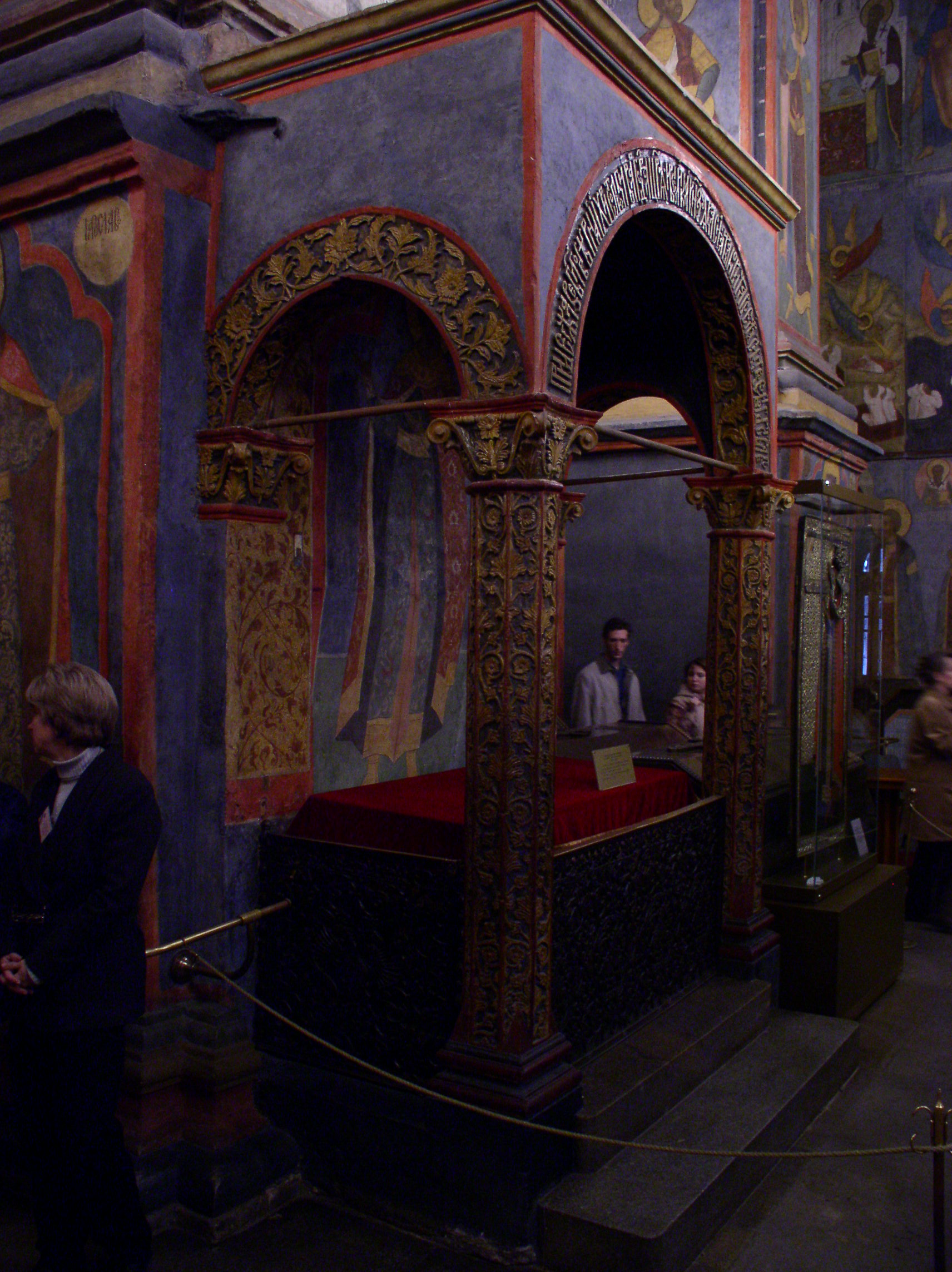
Reliquienschrein von Zarewitsch Dimitri

Insgesamt befinden sich im Inneren der Kathedrale, verteilt über den gesamten Altarraum sowie die ehemalige Sakristei hinter dem Altar, 46 Grabstätten, in denen 53 Personen – unter ihnen Großfürsten, Zaren und einige ihrer Familienangehörigen – ihre letzte Ruhe fanden. Damit stellt die Erzengel-Michael-Kathedrale eine der größten Monarchen-Nekropolen weltweit dar. Alle Grabstätten sind ähnlich aufgebaut: die sterblichen Überreste der hier Bestatteten ruhen etwa 1,5 Meter tief unter der Erde in Sarkophagen, über denen jeweils ein großer weißer Steinblock mit darauf eingemeißelten Namen und Lebensdaten in altkirchenslawischer Schrift aufgestellt ist. Zum Schutz des Steins sind die Blöcke seit Anfang des 20. Jahrhunderts zusätzlich in spezielle Hüllen aus Bronze eingefasst. Über den Grabstätten hängen an der Wand Ikonen mit nicht immer authentischen Darstellungen der hier Bestatteten.
Ihre letzte Ruhe haben in der Erzengel-Michael-Kathedrale alle Moskauer Größfürsten seit Iwan Kalita († 1340) und fast alle russischen Zaren seit der Schaffung des Zarentums durch Iwan den Schrecklichen († 1584) und bis zum unmittelbaren Vorgänger Peter des Großen, Iwan V. († 1696) gefunden. Eine Ausnahme stellt Zar Boris Godunow († 1605) dar, der ursprünglich zwar ebenfalls hier bestattet, jedoch während der polnisch-litauischen Invasion wieder ausgegraben wurde. Heute ruht er und seine Familie im Dreifaltigkeitskloster von Sergijew Possad. Als allerletzter russischer Zar wurde Peter II. († 1730) in der Erzengel-Michael-Kathedrale beigesetzt, der verstarb als Moskau für kurze Zeit wieder Sitz des Zarenhofes geworden war.
Liste der Zaren- und Großfürstenbegräbnisse in der Erzengel-Michael-Kathedrale
- Iwan I. „Kalita“ (1288–1341; Fürst 1325–1341)
- Simeon Iwanowitsch „der Stolze“ (1316–1353; Fürst 1340–1353)
- Iwan II. (1326–1359; Fürst 1354–1359)
- Dmitri Donskoi (1350–1389; Großfürst 1359–1389)
- Wassili I. (1371–1425; Großfürst 1389–1425)
- Wassili II. „der Blinde“ (1415–1462; Großfürst 1425–1462)
- Iwan III. „der Große“ (1440–1505; Großfürst 1462–1505)
- Wassili III. (1479–1533; Großfürst 1505–1533)
- Iwan IV. „der Schreckliche“ (1530–1584; Großfürst ab 1533, Zar 1547–1584)
- Fjodor I. (1557–1598; Zar 1584–1598)
- Wassili IV. (1552–1612; Zar 1606–1610)
- Michael I. (1596–1645; Zar 1613–1645, der erste aus der Romanow-Dynastie)
- Alexei I. „der Sanftmütigste“ (1629–1676; Zar 1645–1676)
- Fjodor III. (1661–1682; Zar 1676–1682)
- Iwan V. (1666–1696; Zar 1682–1696)
- Peter II. (1715–1730; Kaiser 1727–1730)

(siehe auch: Grabstätten europäischer Monarchen)
Neben normalen Grüften befinden sich in der Kathedrale noch zwei Reliquienschreine. In einem von ihnen ruhen die Gebeine des als Heiligen verehrten Fürsten und Märtyrers Michael von Tschernigow (1179–1246). Der bekanntere Schrein enthält die Überreste des Zarewitsch Dmitri (1582–1591). Er wurde 1813 an Stelle eines während des Kriegs gegen Napoléon gestohlenen silbernen Schreins aus dem Jahr 1630 angefertigt. Von diesem ist jedoch bis heute der aufwändig dekorierte Deckel erhalten geblieben, der in der Rüstkammer des Kremls ausgestellt ist.